# Cabanes à Pecetto Macugnaga
Cabanes à Macugnaga (en italien, Baite a Pecetto Macugnaga) est une peinture à l'huile sur toile de 33,5 × 24,5 cm, réalisée par Carlo Bazzi en 1897 et conservée au musée de la Banca Intesa San Paolo de Milan.